# Pico Los Tres Hermanos
El Pico Los Tres Hermanos (según la toponimia argentina) (en inglés: Three Brothers) es una montaña que presenta tres picos de unos 1812 m s. n. m. ubicados en el extremo noroeste de la cordillera de San Telmo en la isla San Pedro,  en el océano Atlántico Sur.
Dicha isla forma parte del archipiélago de las Georgias del Sur, considerado por la Organización de las Naciones Unidas (ONU) como un territorio en litigio de soberanía entre el Reino Unido —que lo administra como parte de un territorio británico de ultramar— y la República Argentina, que reclama su devolución, y lo incluye en el departamento Islas del Atlántico Sur de la provincia de Tierra del Fuego, Antártida e Islas del Atlántico Sur.
Los tres picos se alinean en una dirección norte-sur, a unos 6 kilómetros al oeste de la cabeza de la bahía Grande, y en cercanías de los glaciares Neumayer y Geikie. El origen del nombre se remonta a la década de 1930.
El 25 de enero de 2001, Caradog Jones hizo la primera subida, a solas, del más alto de los picos. Formó parte de una expedición filmada, que conformó cinco programas de 30 minutos. Fue grabado en idioma galés, se llamó "Haf Ganol Gaeaf" (Verano en medio del invierno) y se emitió con subtítulos en inglés. La serie también incluyó la historia y la vida silvestre de la isla San Pedro.